# Yoru ni Kakeru
«Yoru ni Kakeru» (яп. 夜に駆ける ёру ни какэру, «Мчимся в ночь») — дебютный сингл японского дуэта Yoasobi с их дебютного мини-альбома, The Book. Он был выпущен 15 декабря 2019 года на лейбле Sony Music Entertainment Japan. Песня основана на «Thanatos no Yūwaku» (яп. タナトスの誘惑 танатосу но ю:ваку, «Приглашение от Танатоса»), истории от Маё Хосино, опубликованной на Monogatary.com, японском сайте, посвящённом писательскому творчеству.
В песне и истории рассказывается о мужчине, очарованном олицетворением смерти, Танатосом, который прислал ему прощальное сообщение, и он пытается остановить свою девушку от самоубийства путем прыжка с высоты. Англоязычная версия, переведённая Конни Аоки, «Into the Night» (англ. В ночь), вышла 2 июля 2021 года в качестве первой англоязычной песни от Yoasobi.

## Награды
| Церемония                    | Год  | Награда          | Результат |
| ---------------------------- | ---- | ---------------- | --------- |
| JASRAC Awards                | 2023 | Silver Prize     | Победа    |
| MTV Video Music Awards Japan | 2020 | Song of the Year | Победа    |
| Space Shower Music Awards    | 2021 | Song of the Year | Победа    |

## Чарты
| Чарт (2020—2022)                    | Высшая позиция |
| ----------------------------------- | -------------- |
| Мир (Billboard Global 200)          | 16             |
| Гонконг (Billboard Hong Kong Songs) | 13             |
| Япония (Japan Hot 100)              | 1              |
| Япония (Oricon Combined Singles)    | 1              |
| Сингапур (RIAS)                     | 20             |
| США (World Digital Song Sales)      | 24             |

| Чарт                             | Позиция |
| -------------------------------- | ------- |
| Япония (Japan Hot 100)           | 1       |
| Япония (Oricon Combined Singles) | 9       |

| Чарт                             | Позиция |
| -------------------------------- | ------- |
| Billboard Global 200             | 55      |
| Япония (Japan Hot 100)           | 3       |
| Япония (Oricon Combined Singles) | 5       |

| Чарт                      | Позиция |
| ------------------------- | ------- |
| Billboard Global Excl. US | 185     |
| Япония (Japan Hot 100)    | 15      |

| Чарт                   | Позиция |
| ---------------------- | ------- |
| Япония (Japan Hot 100) | 34      |

| Чарт (2008—2022)       | Позиция |
| ---------------------- | ------- |
| Япония (Japan Hot 100) | 2       |

## Сертификации
| Регион | Сертификация  | Продажи     |
| --- | ------------- | ----------- |
| Япония (RIAJ) | 3× Платиновый | 750 000*    |
| Стриминг |               |             |
| Япония (RIAJ) | Бриллиантовый | 500 000 000 |
| * Данные о продажах приведены только на основе сертификации. · Данные только о прослушиваниях приведены на основе сертификации. |               |             |